# Papp Béla (publicista)
Papp Béla (Bácsfalu, 1899. július 15. – Bácsfalu, 1984. április 1.) erdélyi magyar publicista.

## Életútja
Középiskoláit a brassói Római Katolikus Gimnáziumban végezte, ahol – mint közben besorozott és az olasz frontot is megjárt katona – 1918-ban tett hadiérettségit. Orvosi diplomát a Szegedre költözött kolozsvári magyar egyetemen szerzett (1926). Szegedi diákévei alatt aktív tagja volt a Székely Egyetemi és Főiskolai Hallgatók Egyesületének (SZEFHE); megélhetését ebben az időben magántanításból és a nyári idényben mezőgazdasági munkából biztosította. Ennek révén került 1928-ban szigorló orvosként Kunágotára, ahol orvosi rendelőt is nyitott, 1930-ban azonban hazatért, s a jászvásári egyetemen ismertette el orvosi diplomáját (1931). Ezt követően Bukarestben nyitott orvosi rendelőt, tevékeny részt vállalva a fővárosban élő magyarság életében. Orvostársával, Bakk Elekkel és Inczédi-Joksmann Ödönnel együtt irányította a Bukarestben tanuló magyar egyetemi hallgatók szervezeti életét, megszervezte az önálló magyar evangélikus egyházközséget, részt vett a Bukaresti Magyarság (1930-32) címmel indított „társadalmi, szépirodalmi és közgazdasági hetilap” munkájában, kezdeményezője volt Zajzoni Rab István hétfalusi csángó költő születése centenáriuma megünneplésének (1931), egy Zajzoni Rab István Ifjúsági Egyesület és a Székely Társaság (1939) létrehozásának. A királyi diktatúra idején a Magyar Népközösség fővárosi tagozatának elnöke. A bécsi döntés után hazatér Brassóba, s bekapcsolódik a Magyar Népközösség ottani munkájába mint a tagozat által létrehozott szociális otthon orvosa. Az 1944. augusztus 23-i román fordulat után a földvári haláltáborba „internálták” (1944-45). Kiszabadulása után szülőfalujában, Bácsfaluban működött orvosként, közben az Magyar Népi Szövetség brassói tagozatának keretében népegészségügyi témákról tartott előadásokat. 1949-től a brassói cementgyár és az Elektrotechnikai Középiskola, majd a Gumigyár orvosa. 1963-ban főorvosi vizsgát tett; 1964-ben nyugdíjazták.

## Munkássága
Írásaival is a magyarság önösszeszedését szorgalmazta. A Bukaresti Magyarságban 1931-32-ben cikksorozata jelent meg a hétfalusi csángókról s 1932-ben a bukaresti magyarság múltjáról és jelenéről. Az Evangélikus Élet hasábjain egy csángó múzeum érdekében cikkezett (1931-32). Az Antonescu-diktatúra időszakában a Temesvárt megjelenő Déli Hírlap munkatársa (1941). Egészségügyi népszerűsítő cikkeiben a gyermek-egészségvédelemmel is foglalkozott (1936-42).
Önéletrajzát és a Bukaresti magyar emigráció című visszaemlékező írását lánya, Papp Anna közölte.